# Joseph H. Ball
Pour les articles homonymes, voir Ball.
Joseph Hurst Ball, né le 3 novembre 1905 à Crookston (Minnesota) et mort le 18 décembre 1993 à Chevy Chase (Maryland), est un homme politique américain. Membre du Parti républicain, il représente notamment le Minnesota au Sénat des États-Unis de 1940 à 1942, puis de 1943 à 1949.

## Biographie

### Jeunesse et journalisme
Joseph H. Ball est originaire de Crookston au Minnesota. Il étudie à l'Antioch College, à l'École normale d'Eau Claire puis à l'Université du Minnesota, sans sortir diplômé.
Il devient journaliste, rejoignant le Minneapolis Journal en 1927. Il y rencontre sa future épouse, avec qui il aura trois enfants. Il prend par la suite une année sabbatique pour écrire des fictions, publiées dans des pulps. Il retourne à la presse écrite, en tant que journaliste politique pour le St. Paul Pioneer Press and Dispatch. Il se rapproche alors du gouverneur républicain Harold Stassen.

### Sénateur des États-Unis
En 1940, lorsque le sénateur Ernest Lundeen (en) meurt dans un crash aérien, Harold Stassen nomme Joseph H. Ball au Sénat des États-Unis. Alors que Ball n'a que 34 ans et aucune expérience électorale, cette nomination est considérée une surprise, peu appréciée au sein du Parti républicain local. Quand il prête serment, Joseph H. Ball devient le plus jeune membre du Sénat.
Contrairement à son prédécesseur isolationniste, il s'engage pour aider le Royaume-Uni dans la Seconde Guerre mondiale, vote pour le programme programme Lend-Lease et pour l'abrogation de la loi sur la neutralité. Fervent soutien de la création de l'Organisation des Nations unies, il se révèle être un allié de l'administration Roosevelt en matière de politique étrangère. Bien que républicain, il soutient la candidature à un 4e mandat de Franklin Delano Roosevelt en 1944. Il s'oppose toutefois aux démocrates en matière de politique intérieure, notamment de par son hostilité aux syndicats,.
En 1942, il choisit de se présenter pour un mandat complet (et non à l'élection partielle pour finir le mandat d'Ernest Lundeen). Dans un État pourtant réputé isolationniste, il est réélu pour un mandat de six ans. Il rassemble 47 % des voix, devant Elmer A. Benson (en) du Parti fermier-ouvrier (28,2 %), Martin A. Nelson du Parti progressiste (14,4 %) et Edward Murphy du Parti démocrate (10,4 %).
En 1948, il est largement battu par le maire de Minneapolis et futur vice-président Hubert Humphrey (39,8 % contre 59,8 %).

### Après le Sénat
Après le Sénat, il travaille dans le droit du travail puis rejoint New York et la société States Marine Lines en 1952. Il prend sa retraite en 1962 et s'installe à Front Royal en Virginie pour devenir agriculteur, élevant notamment des angus. Il meurt en décembre 1993 dans une maison de retraite de Chevy Chase, près de Washington.